# Hanka Pachale
Hanka Pachale est une ancienne joueuse allemande de volley-ball née le 12 septembre 1976 à Schwerin. Elle mesure 1,90 m et jouait au poste de réceptionneuse-attaquante. Elle a totalisé 118 sélections en équipe d'Allemagne. 

## Biographie
Elle est la fille de l'ancien athlète allemand Siegfried Pachale spécialiste du lancer du disque. Sa sœur Maja Pachale est également joueuse de volley-ball.

## Clubs
| Club                      | De        | À         |
| ------------------------- | --------- | --------- |
| Schweriner SC             | 1990-1991 | 1997-1998 |
| Volley Vicenza            | 1998-1999 | 1998-1999 |
| Volley Modena             | 1999-2000 | 2000-2001 |
| Romanelli Firenze         | 2001-2002 | 2001-2002 |
| Volley Modena             | 2002-2003 | 2003-2004 |
| Giannino Pieralisi Volley | 2004-2005 | 2004-2005 |
| Chieri Volley             | 2005-2006 | 2005-2006 |
| Volley Club Padova        | 2006-2007 | 2006-2007 |
| Sirio Perugia             | 2007-2008 | 2007-2008 |
| Minerva Volley Pavia      | 2008-2009 | 2009-2010 |
| RC Cannes                 | 2010-2011 | 2010-2011 |
| River Volley Piacenza     | 2011-2012 | 2011-2012 |

## Palmarès

### Clubs
- Ligue des champions
  - Vainqueur : 2001, 2008.
- Coupe de la CEV
  - Finaliste : 2006.
- Championnat d'Italie
  - Vainqueur : 2000.
  - Finaliste : 2008.
- Coupe d'Italie
  - Finaliste : 2012.
- Supercoupe d'Italie
  - Vainqueur : 2002, 2007.
  - Finaliste : 2000.
- Championnat d'Allemagne
  - Vainqueur : 1995, 1998.
  - Finaliste : 1997.
- Championnat de France (1)
  - Vainqueur : 2011.
- Coupe de France (1)
  - Vainqueur : 2011.

### Distinctions individuelles
- Coupe de la CEV féminine 2004-2005:Meilleure réceptionneuse.